# Raul Seixas
Raul Seixas   (Salvador, 28 de juny de 1945 - São Paulo, 21 d'agost de 1989) va ser un cantant, compositor, productor i multi-instrumentista brasiler, freqüentment considerat un dels pioners del rock brasiler. També va ser productor musical de la CBS, durant la seva estada en la ciutat de Rio de Janeiro i, de tant en tant, és anomenat Pare del Rock Brasiler i Maluco Beleza.
La seva obra musical és composta per disset discos llançats durant 26 anys de carrera. El seu estil musical és tradicionalment classificat com rock i baião, i de fet va aconseguir unir ambdós gèneres en músiques com Let me Sing, Let me Sing. El seu àlbum d'estrena, Raulzito i els Panteres (1968) va ser produït quan integrava el grup Raulzito i els Panteres, però només va guanyar notorietat crítica i de públic amb cançons com Or de Tolo, Mosca en la Sopa i Metamorfose Ambulant, de l'àlbum Krig-ha, Bandolo!, de 1973. Raul Seixas tenia un estil musical que era anomenat «contestador i místic». Això es deu als ideals que defensava, com la Societat Alternativa presentada en l'àlbum Gita, llançat el 1974, influenciat per figures com l'ocultista britànic Aleister Crowley.
Escèptic i agnòstic, Raul s'interessava per filosofia (principalment metafísica i ontologia), psicologia, història, literatura i llatí. Algunes idees d'aquests corrents van ser molt aprofitades en la seva obra. Va aconseguir gaudir d'una audiència relativament alta durant la seva vida. Els anys 80, va continuar produint àlbums que es van vendre bé, com Obre't Sésamo (1980), Raul Seixas (1983), Uah-Bap-Lu-Bap-Lah-Béin-Bum! (1987) i La Panela del Diabo (1989), aquest últim en societat amb el també baiano i amic Marcelo Nova.
La seva obra musical ha augmentat contínuament, en la mesura que els seus discos (principalment àlbums pòstums) continuen sent venuts, convertint-lo en un símbol del rock del país i un dels artistes més adorats i volguts entre els fans els últims anys. L'octubre de 2008, la revista Rolling Stone va promoure la Llista dels Cent Principals Artistes de la Música Brasilera, el resultat de la qual va col·locar Raul Seixas en la 19a posició, superant noms com Milton Nascimento, Maria Bethânia, Heitor Villa-Lobos i altres. L'any anterior, la mateixa revista va promoure a Llista dels Cent Principals Discos de la Música Brasilera, on dos dels seus àlbums van aparèixer: Krig-ha, Bandolo!, en la 12a posició i Novo Aeon, en la 53a posició.

## Biografia

### Infància
| « | Quan era un noi, de tornada a Bahia, la música per a mi era una cosa secundària. El que realment em preocupava eren els problemes de la vida i la mort, el problema de l'home, d'on venia, cap a on vaig (...) | » |

Raul Santos Seixas va néixer a les 8 hores del matí el 28 de juny de 1945 en una família de classe mitjana baiana, la qual vivia en l'Avinguda Sete de setembro, Salvador. El seu pare, Raul Varella Seixas, era enginyer del ferrocarril i la seva mare, Maria Eugênia Santos Seixas, es dedicava a les activitats domèstiques. El juliol de 1945, va ser registrat en el Cartório de Registre Civil de Salvador amb el nom del pare i de l'avi patern. El 16 de setembre, el van batejar en l'Església Matriz da Boa Viagem. El 4 de desembre de 1948, va néixer l'únic germà de Raul, Plínio Santos Seixas, amb qui tindria una bona relació durant la seva infància. Els seus estudis van començar el 1952, quan anar a primària, estudiant amb la professora Sônia Bahia, i després de conclòs el curs el 1956, va fundar el Club dels Cigarrets amb alguns amics.
La carrera escolar de Raul s'iniciaria el 1957, quan va ingressar en el Col·legi Sa Bento, on va ser expulsat en la 2a sèrie per tres anys. Un dels motius de l'expulsió, segons alguns biògrafs, és que ell, en comptes d'anar a classe, escoltava rock and roll — en els seus inicis — en la botiga Cantinho de la Música. El 13 de juliol de 1959, Raul Seixas va fundar l'Elvis Rock Club amb l'amic Waldir Serrão. Segons la periodista Ana Maria Bahiana, a través de Serrão Raul Seixas va començar a sortir de casa i a mantenir una vida social més àmplia. Segons Raul, la trobada amb Serrão va ser fantàstica: «em vaig preparar tot, em vaig posar el coll, un tupé, engominar el cabell, i vaig quedar esperant, mastegant xiclet». L'Elvis Rock Club era com una banda de carrer, que buscava baralles en el carrer, feia soroll, robava gormanderies i trencava vidres. Encara que Raul no li agradés molt això, «anava en l'ona, ja que el rock era tota una manera de ser».
Llavors, la família va resoldre matricular Raul en un col·legi religiós, el Col·legi Intern Marista, on va arribar a la 3a sèrie el 1960, però va acabar repetint les pràctiques el 1961. En aquesta època, Raul va començar a interessar-se per la lectura, ja que el seu pare, que estimava els llibres, tenia una vasta biblioteca a casa. Tan just va desxifrar el misteri de les lletres, el nen es va posar a llegir els volums que trobava en la biblioteca del pare i així, les històries que llegia en la biblioteca fomentàvem la seva imaginació i, amb els quaderns del col·legi, feia dibuixos, creava personatges, trames, per després vendre al germà 4 anys més petit, que acabava quedant interessat i comprava els esbossos. Segons Raul, un dels personatges principals d'aquestes històries era un científic dolent anomenat «Melô» (alguna cosa com boig), que viatjava per diversos llocs imaginaris com el «No-res», el «Tot», «la Coma», «X al Cub» i «Oceans de Colors». Segons Raul, «Melô» era la seva «altra part, la que buscava les respostes, el jo fantàstic, viatjant fora de la lògica en una màquina en què només cabia un passatger... Melô-jo. Plínio quedava hores escoltant el germà contar les seves històries, dins l'habitació dels dos, i Raul freqüentment escenificava els personatges com un actor. Ambdós tenien alguna cosa en comú: adoraven la literatura, però odiaven l'escola. Més tard, ja madur, Raul Seixas diria: «Jo era un fracàs en l'escola. L'escola no em deia gens del que jo volia saber. Tot el que aprenia era en els llibres, en casa o en el carrer. Vaig repetir cinc vegades la segona sèrie. maig vaig aprendre res a l'escola. Menteixo. Vaig aprendre a odiar-la.» En una determinada ocasió, el pare va preguntar com anava en l'escola i va demanar el seu butlletí. Raul va mostrar un butlletí falsificat, amb totes les matèries amb un 10. El pare qüestionava si ell havia estudiat, però la mare Maria Eugênia interrompia, dient alguna cosa com «No va estudiar res, es va quedar aquí escoltant rock tot el temps, aquesta porqueria d'Elvis Presley, de Little Richard i cridant aquestes bogeries.» Als pares de Raul, com tota la generació de l'època, les estranyava el rock i ell no era gaire benvingut entre les famílies.

### Anys 1960: Os Panteras
Amb dotze anys, Seixas va formar el seu primer grup, Os Panteras, que després va canviar el seu nom per Raulzito e os Panteras. Van aparèixer a TV Salvador fent covers de Lewis, Little Richard i Elvis, un estil de música que aleshores s'anomenava «cowboy music» al Brasil. També van ser el primer grup de l'estat de Bahia que va interpretar portades dels Beatles i els va deixar anar els cabells, ja el 1964.
A mitjans dels anys 60, Os Panteras, ja conegut com el millor grup de rock de la regió, va començar a donar suport a alguns dels cantants pop més famosos del Brasil de l'època, com Roberto Carlos i Jerry Adriani sempre que anaven a Salvador. Impressionats amb el seu talent, les estrelles sempre aconsellarien a Raul que es desplacés cap al sud i arrisqués a la pròspera escena de Jovem Guarda.
Seguint les promeses de fama i fortuna, la banda es va traslladar a Rio de Janeiro el 1967.
L'any següent van publicar el seu primer i únic àlbum al segell Odeon (més tard EMI-Odeon), que incloïa una versió en portuguès de la cançó dels Beatles Lucy in the Sky with Diamonds entre molts números originals. Sense cap mena de publicitat, el disc es va enfonsar i la banda es va dissoldre. Seixas va quedar totalment sacsejat pel fracàs dels Panteres, i el seu retorn a Salvador. Va escriure: «Em vaig passar tot el dia tancat a la meva habitació llegint filosofia, amb només una llum molt feble, la qual cosa va acabar malbé la meva vista [... ] Em vaig comprar una motocicleta i vaig fer bogeries al carrer».

### Transició: Productor musical
Raul Seixas estava totalment convuls pel fracàs amb Os Panteras, i la seva tornada a Salvador. Escrivia: «Passava el dia sencer tancat en l'habitació llegint filosofia, només amb una llum dèbil, el que va acabar espatllant-me la vista […] Vaig comprar una motocicleta i feia bogeries pel carrer». No obstant això, la sort començaria a canviar, un dia, coneix en Bahia un director de la CBS Discos. Més tard, convidaria Raul a ser productor de la companyia. Sense pensar-s'ho dues vegades, fa les maletes, al costat d'Edith, i torna a Rio, per utilitzar els seus enciclopèdics coneixements de música com productor fonogràfic. Aquesta seria la segona oportunitat de Raul, que va treballar anònimament per un bon temps.
Raul, després d'haver entrat en la CBS, va fer grans aliats i amics. Encara el 1968, la parella Os Jovens i la banda The Sunshines van apostar per les seves lletres. No obstant això, Raul faria un gran amic i soci: Leno, de la parella Leno i Lilian. «Raulzito sempre va estar 20 anys per davant del seu temps i Leno ho comprenia; en realitat, sempre va haver-hi una gran admiració mútua», segons Arlindo Coutinho, relacions públiques de la CBS. En el seu compacte doble Papel Picado, llançat el 1969, Leno va registrar Un Minut Més, versió de Raulzito d' I Will (gens a veure amb la cançó de Paul McCartney). Tampoc es pot oblidar Mauro Motta, altre gran soci de Raul en aquesta fase. Jerry Adriani decideix convocar Raulzito per ser el productor dels seus discos. En l'àlbum de 1969, va aprofitar per gravar una de les seves cançons, Tudo Que É Bom Dura Pouco. En aquella mateixa època, altres ídols de la Jovem Guarda també van apadrinar Raulzito gravant les seves lletres, com Ed Wilson, Renato i els seus Blue Caps, Jerry Adriani, Odair José.
L'any 1970 va marcar l'inici d'una fase molt activa en la carrera de Raulzito, com productor de la CBS. Primerament, les seves composicions van passar a ser gravades pels artistes del cast de la gravadora. Va passar l'any produint discos per Tony & Frankye, Osvaldo Nunes, Jerry Adriani, Edy Star i Diana, a més d'escriure una quantitat enorme de cançons pels companys de la gravadora. Algunes de molt èxit, com Doce doce amor (Jerry Adriani), Ainda Queima a Esperança (Diana) i Se ainda existe amor (Balthazar). Raulzito en aquesta època passa a tenir una bona ocupació de respectat productor, que va aconseguir llançant les seves composicions com a Hits en la veu d'altres cantants. Però Raulzito no es conformava només amb això, encara més quan va conèixer l'amic i soci Sérgio Sampaio, passant cada vegada més a realimentar els somnis de quan encara vivia a Salvador, quan era ser un cantant. Al costat de Leno, Raulzito participa del disc Vida e Obra de Johnny McCartney, disc en solitari de Leno, en què ambdós busquen nous camins i experimentacions. Va ser el primer LP gravat en vuit canals en el Brasil. Les lletres del disc van ser censurades i van acabar no sent llançades a l'època.
Un altre projecte infructuós seria el LP Sociedade da Gr-Ordem Kavernista Presentes Sessão das 10, estrenat l'any 1971, amb la col·laboració de Sérgio Sampaio, Miriam Batucada i Edy Star, on Raul Seixas va iniciar la producció d'un projecte d'òpera rock, amb la lletra mutilada per la censura del Règim Militar. La Sociedade Grande Ordem Kavernista va ser una discoteca anàrquica, inspirada en Frank Zappa i l'aleshores de culte Sgt. Pepper's Lonely Hearts Club Band dels Beatles barrejat amb elements brasilers, com samba, chorinho, baião. Quan es va publicar, l'àlbum no va tenir èxit entre el públic o la crítica. Va ser abandonat a la seva sort fins i tot pel segell, els executius del qual tant al Brasil com a la seu dels Estats Units no els va agradar el resultat final. Com a conseqüència, no hi va haver cap inversió per donar a conèixer el treball a les emissores de ràdio i els programes musicals de l'època. Moltes llegendes envolten aquest disc que inclou 11 temes intercalats amb vinyetes. La principal diu que Raul, Sérgio, Edy i Míriam van gravar les cançons d'amagat, de nit, sense que ningú de la CBS ho sàpigués i que per això, Raul Seixas, llavors productor d'èxit del segell, hauria estat acomiadat. No obstant això, segons Edy Star, l'únic supervivent dels quatre artistes, el treball va ser professional i fet amb coneixement de la discogràfica. I en Raul no va ser acomiadat. Tant és així que l'any següent, el 1972, va produir el compacte Diabo no Corpo, de Míriam Batucada, i l'LP debut de la cantant Diana, a la mateixa CBS. Raul només va deixar el segell mesos després d'aquesta última feina, sent contractat per RCA Victor.

### Anys 1970: Auge i repercussió nacional
L'any 1972, Raul Seixas decideix participar al Festival Internacional de la Cançó, convençut per Sérgio Sampaio. El cantant compon dues cançons, Let Me Sing, Let Me Sing, defensada pel mateix Raul i Eu Sou Eu e Nicuri é o Diabo, defensada per Lena Rios & Os Lobos. Tots dos arriben a la final, obtenint èxit de crítica i de públic. Ràpidament, Raul va signar pel segell Philips. Aleshores, també li interessava un article sobre extraterrestres publicat a la revista A Pomba i va tenir el seu primer contacte amb l'escriptor Paulo Coelho, que després es convertiria en el seu company musical.
L'any 1973, Raul va aconseguir un gran èxit amb la cançó Ouro de Tolo, del disc Krig-ha, Bandolo!. En una entrevista a Folha de S.Paulo (juny de 1973) i a la revista Amiga (juliol de 1973), Raúl va declarar que la inspiració per compondre Ouro de Tolo hauria vingut després de passar una tarda amb «meditacions i visions d'un plat volador taronja» a Barra da Tijuca.
El mateix LP contenia altres cançons que es van convertir en grans èxits, com: Metamorfose Ambulante, Krig-ha, Bandolo! i Al Capone. Raul Seixas aconsegueix finalment una gran repercussió nacional, gràcies a la difusió de la imatge del cantant com a icona popular. Tanmateix, aviat la premsa i els seguidors de l'època es van adonar que Raul no era només un cantant i compositor.

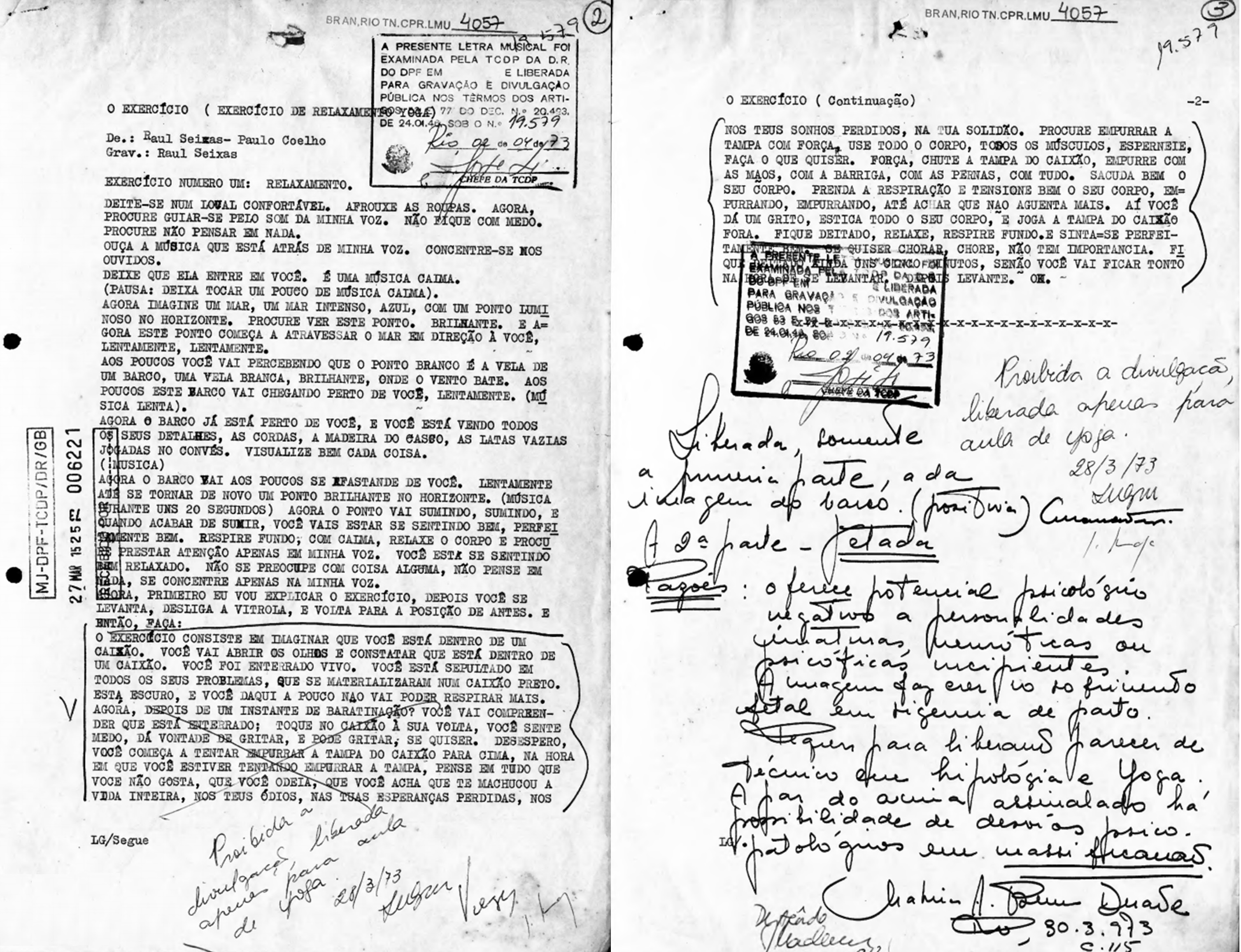
Document de Censura avaluant la cançó O Exercício de Raul Seixas i Paulo Coelho, 1973. Arxiu Nacional.

Encara el 1973, Raul va decidir homenatjar algunes cançons clàssiques del rock nord-americà i brasiler a l'àlbum Os 24 Maiores Sucessos da Era do Rock. No obstant això, la companyia discogràfica va prohibir a Raul signar amb el seu nom a l'àlbum de portada, ja que pensava que l'àlbum podria perjudicar les vendes de Krig-ha, Bandolo!. La solució va ser acreditar l'àlbum a una banda anomenada Rock Generation, amb el nom de Raul present només a la contraportada, com a director de producció. El disc no va tenir cap mena de promoció i inicialment va acabar oblidat a les botigues, però amb els èxits posteriors de Raul, aconseguint grans vendes, el segell Philips va acabar donant a conèixer millor l'obra.
L'any 1974, Raul Seixas i Paulo Coelho van crear l'Alternative Society, una societat basada en els preceptes del mag anglès Aleister Crowley, repetint pràcticament l'anomenat Llibre de la Llei. El cantant va ser conduït per l'escriptor a conèixer un orde filosòfic basat en la Llei de Thelema, desenvolupada per Crowley. La Sociedade Alternativa, amb seu de lloguer, paper de carta i informes mensuals, fins i tot va anunciar l'adquisició d'uns terrenys a Minas Gerais, per a la construcció de Cidade das Estrelas, una comunitat on l'única llei era: «Fes el que vulguis, tot serà Llei». En tots els seus espectacles, Raul va donar a conèixer la Societat Alternativa amb la cançó del mateix nom.

El 1972.

L'obsessió de Raul Seixas i Paulo Coelho per construir «una autèntica civilització telèmica», evidentment, va comportar problemes amb la censura. La lletra de la cançó Como Vovó Já Dizia, composta per tots dos, va haver de ser modificada. Just a l'espectacle de llançament, la policia es va apoderar del còmic - manifest «La fundació de Krig-Ha» i el va cremar com a material subversiu. La Dictadura, doncs, a través del DOPS (Departament d'Ordre Polític i Social) va detenir Raul i Paulo, pensant que la Societat Alternativa era un moviment armat contra el govern.
Després de ser torturats, Raúl i Paulo van exiliar-se als Estats Units, amb les seves respectives dones, Edith Wisner i Adalgisa Rios. S'expliquen moltes històries de l'estada de Raul Seixas als Estats Units, com la seva trobada amb John Lennon, però ningú sap del cert si són certes. Tanmateix, el LP Gita gravat uns mesos abans va tenir tant d'èxit que va obligar la Dictadura a portar-los de tornada al Brasil. L'àlbum Gita li va valer un disc d'or a Raul, després de vendre 600.000 còpies, sent considerat l'LP més reeixit de la seva carrera. Més tard aquell any, Raul se separa de l'Edith, que marxa als Estats Units amb la filla de la parella, Simone.
L'any 1975, Raul Seixas es casa amb Glória Vaquer, i grava l'LP Novo Aeon, on va compondre, juntament amb Paulo Coelho, una de les seves cançons més conegudes, Tente Outra Vez, que seria acreditada juntament amb Marcelo Motta, amb qui van ser deixebles a Astrum Argentum (AA). El LP, però, va vendre menys de 60.000 còpies. Encara l'any 1975, Raul va llegir un manifest i va cantar la Societat Alternativa al documental Ritmo Alucinante, que era un festival de rock celebrat a Rio de Janeiro, gravat a l'àlbum Hollywood Rock, publicat el mateix any. L'any 1976, Raul va superar les males vendes de l'àlbum Novo Aeon amb l'àlbum Há Dez Mil Anos Atrás . Aquell mateix any va néixer la seva segona filla, Scarlet. Aleshores va acabar, el seu contracte amb el segell Philips i la seva associació amb Paulo Coelho, encara que van seguir sent amics (o enemics íntims).
Jay Vaquer, músic i cunyat de Raul aleshores, va recollir material per fer un nou disc, Raul Rock Seixas, que es deia que era un disc format per enregistraments, però de fet la història era diferent. Raul va triar les cançons i Jay va començar a fer els arranjaments. Tanmateix, abans que Raul Seixas i Jay acabessin de mesclar-lo per les seves absències a causa dels espectacles, Philips va publicar el disc sense avisar-los, sota el segell Fontana/Phonogram, mesclant-lo sols. Segons Jay, això va posar en perill el treball que tots dos havien planificat prèviament, destruint l'LP, perquè finalment el seu nom figurava en un LP de Raul com a productor, arranjador i guitarrista, i el seu treball estava molt mal representat.
L'any 1977 va néixer al Brasil una nova discogràfica, WEA, que estava interessada a contractar Raul Seixas. En aquest període es va intensificar la col·laboració amb el seu amic Cláudio Roberto, amb qui Raúl va compondre diverses de les seves cançons més conegudes. Junts, van editar el LP O Dia Em Que A Terra Parado. A la crítica no els va agradar. Es deia que no mantenia el mateix nivell que les obres anteriors. Però els aficionats estaven encantats amb Maluco Beleza, Sapato 36 i el tema principal.
A finals de la dècada, les coses van començar a anar malament per a Raul. A partir de l'any 1978 va començar a tenir problemes de salut a causa de l'alcoholisme, que li van fer perdre 1/3 del pàncrees. En Raul passa uns mesos en una granja de Bahia per recuperar-se de la pancreatitis. Se separa de Gloria, que, com l'Edith, també va tornar als Estats Units, emportant-se a la seva filla Scarlet. Aquest any coneix la Tania Menna Barreto, amb qui comença a conviure. Llança el LP Mata Virgo, que compta amb el retorn de Paulo Coelho, però, tots dos arriben a la conclusió que aquesta associació ja no tenia cap manera de funcionar. A més, la mala publicitat va dificultar les vendes del disc i les crítiques tampoc van ajudar.
El 1979, Raul se separa de Tània. Aleshores, comença la depressió de Raul Seixas, juntament amb una hospitalització per tractar l'alcoholisme. Coneix Angela Affonso Costa, Kika Seixas, la seva quarta parella. Treu el seu últim LP amb WEA, Por Quem os Sinos Dobram, en associació amb el seu amic Oscar Rasmussen i poc després, rescindirà el seu contracte amb el segell.

### Anys 80: alts i baixos
El 1980, va tornar a signar un contracte amb la CBS (aquesta vegada com a cantant) llançant un altre disc, Abre-te Sésamo, que conté altres èxits i té censurats els temes Rock das 'Aranha i Aluga-se. Poc després, el contracte es rescindeix. El 1981, la tercera filla, Vivian, va néixer del seu matrimoni amb Kika. El 1982, va actuar a la platja de Gonzaga, a Santos, reunint més de 150.000 persones. El mateix any, Raul actua borratxo a Caieiras, São Paulo, i gairebé és linxat pel públic que no creu que Raul sigui ell mateix, sinó un impostor. Des de l'any 1980, Raul estava sense segell i també sense perspectiva d'un nou contracte. Submergit en la depressió, Raul s'enfonsa en les drogues. Tanmateix, l'any 1983, Raul va ser convidat a gravar un disc a l'Estúdio Eldorado. Poc després, Raul és convidat a gravar l'especial infantil Plunct, Pact, Zuuum de Rede Globo, on canta la cançó "Carimbador Maluco".
El disc Raul Seixas (1983), que contenia la cançó, dona a Raul un altre disc d'or. El 1984, grava l'LP Metrô Linha 743 per al segell Som Livre, amb la majoria de les composicions en col·laboració amb la seva companya Kika Seixas i un dels temes, Pra Ser Feliz, en col·laboració amb la seva parella, el guitarrista Rick Ferreira, que va participar en tots els discos de Raul, començant per Gita. Però més tard, Raul va tornar a tenir les portes tancades, pel seu consum excessiu d'alcohol i les constants hospitalitzacions per desintoxicació. També l'any 1984, Eldorado va publicar el disc Ao Vivo - Único e Exclusivo.
El 1985 es va separar de Kika Seixas. Va fer un espectacle l'1 de desembre de 1985 a l'Estádio Lauro Gomes, a la ciutat de São Caetano do Sul. Fins al 1988 no tornarà als escenaris, al costat de Marcelo Nova. Aconseguint un contracte amb el segell Copacabana, l'any 1986 (propietat d'EMI), va gravar un disc que es va publicar només l'any següent, a causa de l'alcoholisme de Raul. L'àlbum Uah-Bap-Lu-Bap-Lah-Béin-Bum! és un gran èxit entre els seguidors, fins i tot guanyant un disc d'or i sent present fins i tot en programes de televisió, com Fantástico. En aquest moment, coneix Lena Coutinho, que es converteix en la seva parella. A partir d'aquell any, enforteix les relacions amb Marcelo Nova (amb una participació al disc Duplo Sentido, de Camisa de Vênus). Un any després, el 1988, ja separat de Lena, realitza el seu últim disc en solitari, A Pedra do genesis. Per invitació de Marcelo Nova, fa alguns espectacles a Salvador, després de tres anys sense pujar a un escenari. El 1989 va fer una gira amb Marcelo Nova, ara el seu company musical, amb un total de 50 actuacions per tot el Brasil. Durant els espectacles, a Raul se'l veu dèbil. Tant és així que només participa a la meitat de l'espectacle, la primera part només la fa Marcelo Nova.

### Mort
Les 50 actuacions al Brasil van donar com a resultat el que seria l'últim disc publicat per Raul Seixas en vida. L'àlbum es titulava A Panela do Diabo, que va ser llançat per Warner Music Brasil el 22 d'agost de 1989. La matinada del 21 d'agost, Raul Seixas va ser trobat mort al seu llit, cap a les vuit del matí al seu apartament de São Paulo, víctima d'una aturada cardíaca: el seu alcoholisme, agreujat pel fet de ser diabètic, i no haver pres insulina la nit anterior, li va provocar una pancreatitis aguda fulminant. L'LP A Panela do Diabo va vendre 150.000 còpies, fent guanyar a Raúl un disc d'or pòstum, lliurat a la seva família i també a Marcelo Nova, convertint-se així en un dels discos més exitosos de la seva carrera. Raul va estar velat durant la resta del dia al Palau de Convencions d'Anhembi. L'endemà, el seu cos va ser traslladat per aire a Salvador i enterrat a les 17.00 hores, al cementiri Jardim da Saudade.

### Després de mort
Després de la seva mort, Raul es va mantenir en les llistes d'èxits. Es van produir diversos àlbums pòstums, com O Baú do Raul (1992), Raul Vivo (1993 - Eldorado), Se o Rádio não Toca... (1994 - Eldorado) i Documento (1998). També es van editar nombrosos recopilatoris, com Os Grandes Sucessos de Raul Seixas (1993), la gran majoria sense novetats, però alguns amb temes inèdits com As Profecias (amb versió en directe de Rock das 'Aranha) de 1991 i Anarkilópolis (amb Cowboy Fora da Lei Nº2), 2003. La seva penúltima dona, Kika, ja ha elaborat un llibre del cantant (O Baú do Raul), basat en escrits dels diaris de Raul Seixas des dels sis anys fins a la seva mort. L'any 2002, el cantant de Paraíba Zé Ramalho va publicar el DVD Zé Ramalho Canta Raul Seixas: Ao Vivo amb algunes de les cançons de Raul al repertori.
L'any 2004, el canal per cable Multishow va promoure un espectacle especial homenatge a Raul, titulat O Baú do Raul: Uma Homage a Raul Seixas. L'espectacle, gravat a Fundição Progresso (Rio de Janeiro) i publicat en CD i DVD, va comptar amb artistes com Toni Garrido, CPM 22, Marcelo D2, Gabriel o Pensador, Arnaldo Brandão, Raimundos, Maurício Baia, Nasi, Caetano Veloso, Pitty i Marcelo Nova (els tres últims de Bahia, com Raul).
Fins i tot després de la seva mort, Raul Seixas continua tenint èxit entre les noves generacions. Vint anys després de la seva mort, el productor musical Marco Mazzola, amic personal de Raúl, va publicar la cançó inèdita Gospel, censurada als anys setanta. La cançó es va incloure a la banda sonora de la telenovel·la Viver a Vida, de Rede Globo. El 2013, el cantant nord-americà Bruce Springsteen va cantar "Sociedade Alternativa" a l'obertura del seu concert al Rock in Rio 2013. El juny de 2014, Rede Record va definir la cançó "Tente Outra vez ", com a tema d'obertura de la telenovela Vitória.
L'any 2015, el segell Som Livre va llançar el format DVD i CD O Baú do Raul – 25 Anos Sem Raul Seixas, enregistrat l'agost de 2014 a la Fundição Progresso, en el mes que es commemorava exactament el 25è aniversari de la mort del cantant, i que comptava amb la participació dels seus èxits a les veus de Jerry Adriani, Nação Zumbi, Baía, Ana Cañas, Forfun, Zeca Baleiro, Marcelo Nova, Marcelo Jeneci, Digão, Tico Santa Cruz, Cachorro Grande, entre d'altres, a més de la presència del músic. banda original, The Panthers.
Des de l'any 2002, el nom d'una de les seves cançons més famoses, Maluco Beleza, porta el nom d'una emissora de ràdio de Campinas que està feta per persones amb problemes de salut mental i consumidors de drogues, amb l'objectiu de reintroduir-los a la societat.

## Discografia

### Àlbums d'estudi
- 1968 – Raulzito e os Panteras
- 1971 – Sociedade da Grã-Ordem Kavernista Apresenta Sessão das 10 (amb Sérgio Sampaio, Míriam Batucada i Edy Star)
- 1973 – Os 24 Maiores Sucessos da Era do Rock
- 1973 – Krig-ha, Bandolo!
- 1974 – O Rebu (Banda sonora original – Raul Seixas i Paulo Coelho)
- 1974 – Gita
- 1975 – 20 Anos de Rock (Reedició d' Os 24 Maiores Sucessos da Era do Rock)
- 1975 - Novo Aeon
- 1976 – Há 10 Mil Anos Atrás
- 1977 – Raul Rock Seixas
- 1977 – O Dia em que a Terra Parou
- 1978 – Mata Virgem
- 1979 – Por Quem Os Sinos Dobram
- 1980 – Abre-Te Sésamo
- 1983 – Raul Seixas
- 1984 – Metrô Linha 743
- 1985 – 30 Anos de Rock (Reedició d' Os 24 Maiores Sucessos da Era do Rock)
- 1985 - Let Me Sing My Rock And Roll (Recopilació amb temes inèdits)
- 1986 - Raul Rock Seixas Volum 2 (Recopilació amb temes inèdits)
- 1987 – Caroço de Manga (Reedició de Let Me Sing My Rock and Roll)
- 1987 - Uah-Bap-Lu-Bap-Lah-Béin-Bum!
- 1988 – A Pedra do Gênesis
- 1989 – A Panela do Diabo (amb Marcelo Nova)

### Àlbums d'estudi pòstums
- 1992 – O Bau do Raul
- 1998 – Documento
- 2009 – 20 Anos sem Raul Seixas (Reedició de Documento amb un tema inèdit)

### Àlbums en directe
- 1984 – Ao Vivo - Único e Exclusivo (Concert a São Paulo 1983)
- 1991 – Eu, Raul Seixas (Concert a la platja de Gonzaga, Santos /SP 1982)
- 1993 – Raul Vivo (Reedició d' Ao Vivo – Único i Exclusivo amb temes extres)
- 1994 – Se o Rádio Não Toca... (Concert a Brasilia 1974)

### Àlbums recopilatoris
- 1985 - Deixa'm cantar el meu rock and roll
- 1986 – Raul Rock Seixas Volum 2
- 1987 – Caroço de Manga
- 1991 - As Profecias (Amb una cançó inèdita)
- 2003 – Anarkilópolis (Amb un tema inèdit)

## Filmografia
- 1975 - Ritmo Alucinante (documental)
- 1992 - Tanta Estrela Por Aí... (curtmetratge de 19 minuts amb Rita Lee)
- 2012 - Raul - O Início, o Fim e o Meio (llargmetratge)